# Mesotricupes reticulatus
Mesotricupes reticulatus is een keversoort uit de familie Cupedidae. De wetenschappelijke naam van de soort is voor het eerst geldig gepubliceerd in 1982 door Hong.